# برخاست کوتاه و نشست عمودی

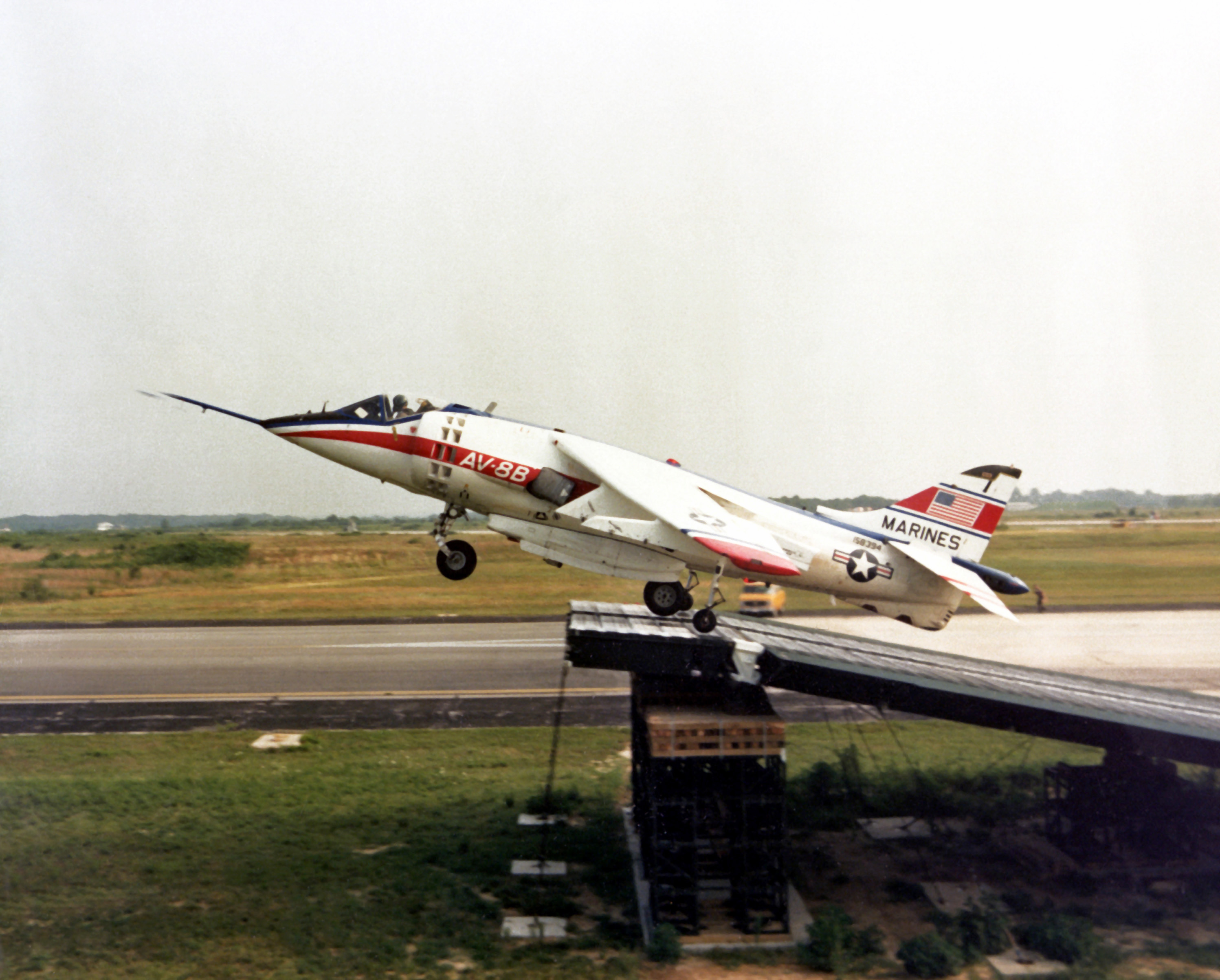
برخاست کوتاه و نشست عمودی

برخاست کوتاه و نشست عمودی با کوته نوشت اس‌تی‌او‌وی‌ال (STOVL)‏*، ویژگی‌ است که هواگرد با بال ثابت دارندهٔ آن قادر به برخاستن از روی باند کوتاه و فرود عمودی است. تعریف رسمی ناتو (از سال ۱۹۹۱) چنین است:
یک هواگرد برخاست کوتاه و نشست عمودی هواگردیست با بال ثابت که قادر است با پیمودن [حداکثر] ۴۵۰ متر (۱۵۰۰پا) در آغاز برخاستن، از روی ۱۵ متر (۵۰ پا) مانع بدون برخورد بگذرد، و قادر است عمودی بنشیند.